# 2. divertimento (Mozart)

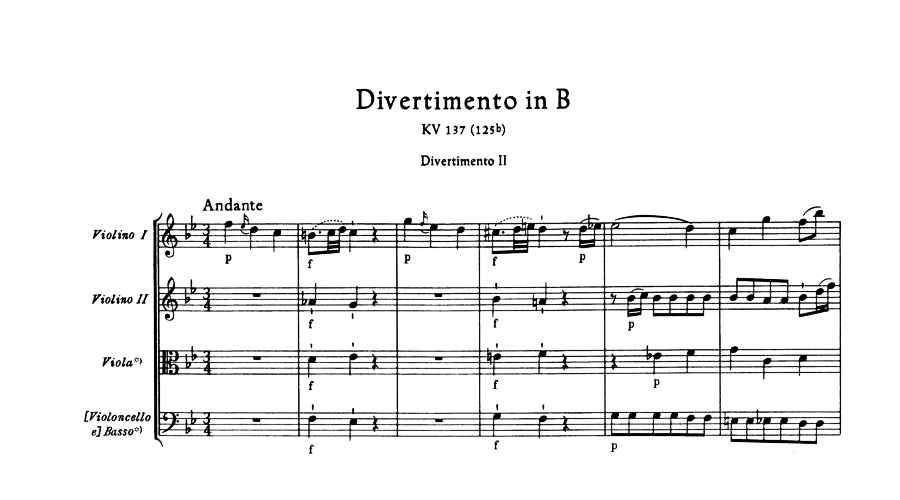
Kottarészlet

Wolfgang Amadeus Mozart No. 2-es, B-dúr divertimentójának Köchel-száma: K. 137 (125b).
A mű háromtételes, tételei a következőek:
1. Andante
2. Allegro di molto
3. Allegro assai

Az előző divertimentótól ez a divertimento annyiban tér el, hogy benne ezúttal az olasz hatás kerül túlsúlyba. Lassú kezdés után két egymást követő gyors tétele éppúgy olaszos, mint a három tétel azonos hangneme.
Számos rövid témára épül, a hangszerek között az I. és II. hegedű viszi a főszerepet; a második tétel egyenesen a számukra íródott. A darab legjelentősebb tétele a harmadik, rövid, szonátaformájú tétel, amelynek zenei anyagát Mozart a négy hangszer között arányosan osztja el. Feltűnik ebben a fináléban az a vígoperai hang, ami a későbbi hangszeres művek egyik fő karakterisztikuma.